# Buddleja sterniana
Buddleja sterniana là một loài thực vật có hoa trong họ Huyền sâm. Loài này được Cotton mô tả khoa học đầu tiên năm 1947.